# Steam beer
La Steam è una birra dal perlage robusto e persistente fatta principalmente attraverso la fermentazione di lieviti per lager a temperature di fermentazione per ale.
Con essa ci si può riferire a:
- la classica steam beer, secondo la tradizione dal sapore mediocre e prodotta in California dalla metà del XIX secolo sino alla metà del XX secolo;
- l'attuale California Common beer, nome della famiglia di birre che include anche la Anchor Steam beer.

La classica birra steam, associata a San Francisco e al litorale ovest degli Stati Uniti, veniva fermentata con il lievito della lager senza l'uso della refrigerazione. Era un processo improvvisato, probabilmente non caratterizzato da un preciso bisogno, databile persino ai primi tempi del Gold Rush. Veniva considerata una birra poco costosa e di bassa qualità, come indicato dalle testimonianze bibliografiche dell'epoca.
Il nome steam beer sembrerebbe correlato alla pratica di fermentazione usata a San Francisco nel XIX secolo. La birra, infatti, era raffreddata sui tetti delle case sfruttando l'aria gelida della notte. Il vapore ("steam" in inglese) generato dai fermentatori aperti avrebbe dato origine al soprannome di questo particolare tipo di birra.
L'attuale steam beer, riconosciuta correttamente dagli appassionati come birra comune della California, venne inizialmente prodotta da Anchor Brewing Company, che protesse il marchio di fabbrica "Steam beer" nel 1981. Anche se l'azienda di oggi continua la sua produzione con una piccola fabbrica che già dagli anni cinquanta rendeva birra tradizionale a vapore, la Anchor steam beer è una lager non pastorizzata e filtrata. L'azienda non ritiene che vi sia nessuna somiglianza tra la versione classica e quella di metà novecento.